# Junta Revolucionária de Governo de El Salvador
O Governo Revolucionário  (em castelhano:  Junta Revolucionaria de Gobierno, JRG) governou El Salvador entre 15 de outubro de 1979 e 2 de maio de 1982 e continha dois coronéis - Adolfo Arnaldo Majano Ramos e Jaime Abdul Gutiérrez Avendaño - e três civis - Guillermo Ungo, Mario Antonio Andino e Román Mayorga Quirós.
A JRG depôs o presidente Carlos Humberto Romero em 15 de outubro de 1979. Apesar dos coronéis Majano e Gutiérrez serem do Exército (geralmente visto como uma força para as políticas de direita) a junta inspirou-se em políticas de esquerda, e iniciou um programa de reforma agrária e nacionalização dos bancos e do comércio estrangeiro de café e açúcar.
As contradições internas da junta logo se tornaram evidentes com o coronel Majano, representando uma visão progressista, e o coronel Gutiérrez, representando um ponto de vista mais conservador. Em 5 de janeiro de 1980 os três civis renunciaram e foram substituídos por José Antonio Morales Ehrlich e Héctor Miguel Dada Hirezi iniciando a Segunda Junta Revolucionária de Governo. Quando Dada Hirezi renunciou em protesto contra a violência da Junta em 3 de março, José Napoleón Duarte tomou o seu lugar e essa seria a Terceiro Junta Revolucionária de Governo. Em 7 de dezembro, Majano foi expulso da junta (e foi para o exílio) e em 22 de dezembro, Duarte se tornou chefe da Junta, e também o chefe de Estado. Gutiérrez foi Vice-Presidente e considerado o homem forte do regime. Duas semanas depois de Duarte entrar na Junta, o Arcebispo Romero foi morto durante uma missa em uma igreja católica na capital. Em 10 de janeiro de 1981 a Frente Farabundo Martí de Libertação Nacional (FMLN) lançou um ataque generalizado sobre o governo o que levou o regime a receber ajuda militar imediata dos Estados Unidos, incluindo conselheiros militares. 
Em 26 de março de 1982, foram realizadas eleições para o Congresso Nacional. Em seguida, o novo Congresso escolheu Álvaro Magaña para se tornar o novo presidente de El Salvador, que resultou no fim da Junta em 2 de maio.